# Vuelta a Andalucía 1974
La 21ª edición de la Vuelta a Andalucía se disputó entre el 10 y el 17 de febrero de 1974 con un recorrido de 895,0 km dividido en un prólogo, compuesto de dos sectores, y 7 etapas, con inicio y final en Málaga. 
Participaron 40 corredores repartidos en 4 equipos de los que sólo lograron finalizar la prueba 37 ciclistas.
El vencedor, el  belga Freddy Maertens, cubrió la prueba a una velocidad media de 37,254 km/h y se impuso también en la clasificación de la regularidad. La clasificación de la montaña y la de metas volantes fueron respectivamente para los corredores  españoles Andrés Oliva y Francisco Javier Elorriaga.

## Etapas
| Etapa       | Fecha         | Recorrido                      | Km    | Ganador de la etapa |
| Prólogo (a) | 10 de febrero | Málaga - Málaga                | 22,0  | Freddy Maertens     |
| Prólogo (b) | 10 de febrero | Málaga - Málaga                | 50,0  | Freddy Maertens     |
| 1ª          | 11 de febrero | Málaga - La Línea              | 132,0 | Freddy Maertens     |
| 2ª          | 12 de febrero | Ceuta - Ceuta                  | 64,0  | Freddy Maertens     |
| 3ª          | 13 de febrero | Jerez de la Frontera - Sevilla | 102,0 | José Luis Viejo     |
| 4ª          | 14 de febrero | Sevilla - Córdoba              | 155,0 | Freddy Maertens     |
| 5ª          | 15 de febrero | Cabra - Cabra                  | 136,0 | Freddy Maertens     |
| 6ª          | 16 de febrero | Cabra - Granada                | 160,0 | Freddy Maertens     |
| 7ª          | 17 de febrero | Granada - Málaga               | 130,0 | Jaime Huélamo       |